# Натан Альтерман
Натан Альтерман (івр. נתן אלתרמן; 1910, Варшава, Російська імперія — 1970, Тель-Авів, Ізраїль) — ізраїльський поет, драматург, журналіст і перекладач. Лавреат Державної премії Ізраїлю 1968 року в галузі літератури.

## Біографія

### Дитинство
Народився 14 серпня 1910 року у Варшаві в сім'ї Іцхака та Бейлкі Альтерманів. Його батьки були прихильниками сіонізму, обидва були освітянами. Вони разом із родиною Гальперіних створили єврейський дитячий садок, де з дітьми розмовляли лише івритом. Тому Натан з дитинства говорив двома мовами — іврит та їдиш. Під час Першої світової війни сім'я Альтерманів переїхала в Росію, і кінець війни і час революцій застали їх у Москві, де Іцхак Альтерман на початку 1917 року відкрив єврейські педагогічні курси (неподалік Яузького мосту).
Революційні події змусили сім'ю Альтерманів переїхати у 1919 році до Києва, а невдовзі до Кишинева, де у 1921 році Натан почав відвідувати релігійну гімназію для хлопчиків «Маген Довід» рабина Є. Л. Цирельсона під егідою Аґудат Ісраель.
1925 року Альтермани переїхали до Палестини, в місто Тель-Авів, де Натан почав навчання в гімназії «Герцлія». Кілька років навчався у Сорбонні. Потім відучився на агронома у сільськогосподарському інституті у Франції у місті Нансі. 1932 року повернувся до Тель-Авіва.
Батько Натана Альтермана, Іцхак Альтерман знав багатьох місцевих знаменитостей, обожнював Бялика, ходив на всі спектаклі «Габіми». Зірка театру Хана Ровіна вразила юнацьку уяву Альтермана, вона стала його музою, їй він присвятив свої перші вірші.
Перший вірш Альтермана вийшов 1931 року.

### Творче життя
У 1933 році Альтерман почав писати пісні для водевілей.
З 1934 року вірші Альтермана друкувалися на сторінках газети «Га-Арец», переважно це вірші на політичні теми. У 1943 році він перейшов до робочої газети «Давар», де вів колонку, публікуючи актуальні, часто сатиричні, вірші під рубрикою «Ха-тур ха-швії» («Сьома колонка»), також тут друкувалися політичні вірші, які засуджували англійців, та встановлені ними перешкоди на імміграцію євреїв у Ерец-Ісраель.
Вірші, заборонені цензурою, розмножували вручну і передавали із рук до рук. Альтерман написав чимало віршів, які потім були покладені на музику та увійшли до репертуару естрадних виконавців, завоювавши популярність у слухачів.
У подальшій творчості Натан Альтерман виявляв інтерес до суспільних проблем країни. Після Шестиденної війни поет став прихильником руху за цілісність Ізраїлю і всю свою подальшу діяльність присвятив цій проблемі. Незалежно від політичної лінії у творчості Альтерман також розвивав ліричний початок у поезії. Крім цього, Натан Альтерман вступив до групи поетів-модерністів на чолі з Авраамом Шльонським.
Перу Альтермана належать численні переклади на іврит, серед яких комедії Мольєра, трагедії Шекспіра, балади Бернса та багато інших шедеврів світової художньої літератури.

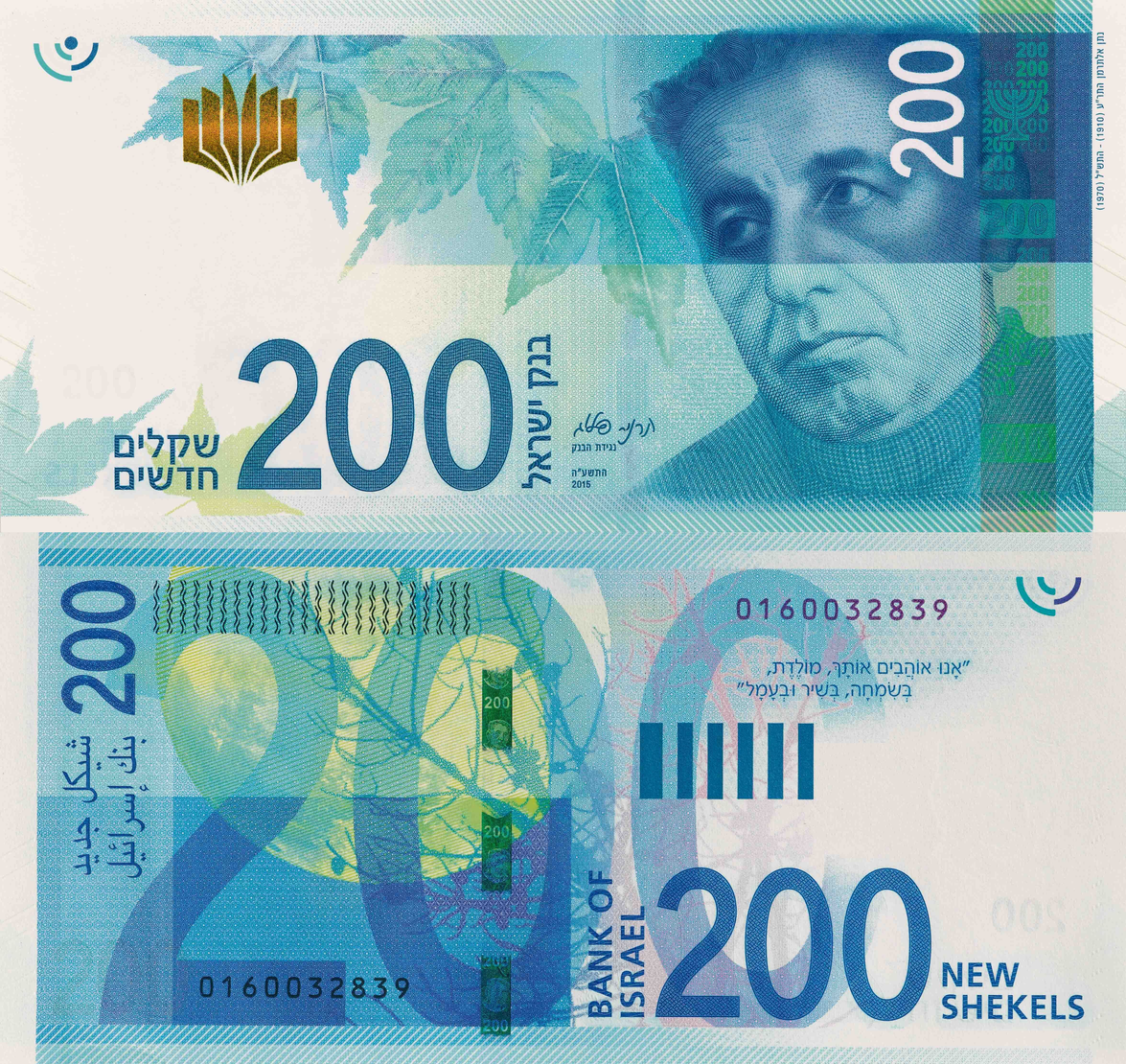
Банкнота номіналом 200 нових шекелів випуску 2015 року

Зібрання творів Альтермана в чотирьох томах відбулося в 1961—1962 роках. Друге повне багатотомне видання зібрання творів побачило світ у 1971—1979 роках.

## Увічнення пам'яті
Іменем Натана Альтермана названо вулиці в багатьох містах Ізраїлю. У грудні 2015 року випущена в обіг банкнота номіналом 200 нових шекелів з портретом Натана Альтермана й уривками з його творів. Проводяться вечори пам'яті поета.

## Визнання
- Премія імені Бялика[13];
- Премія Ізраїлю[14]